# Lill-Hundträsktjärnen
Lill-Hundträsktjärnen är en sjö i Arvidsjaurs kommun i Lappland och ingår i Åbyälvens huvudavrinningsområde.